# Pastırma

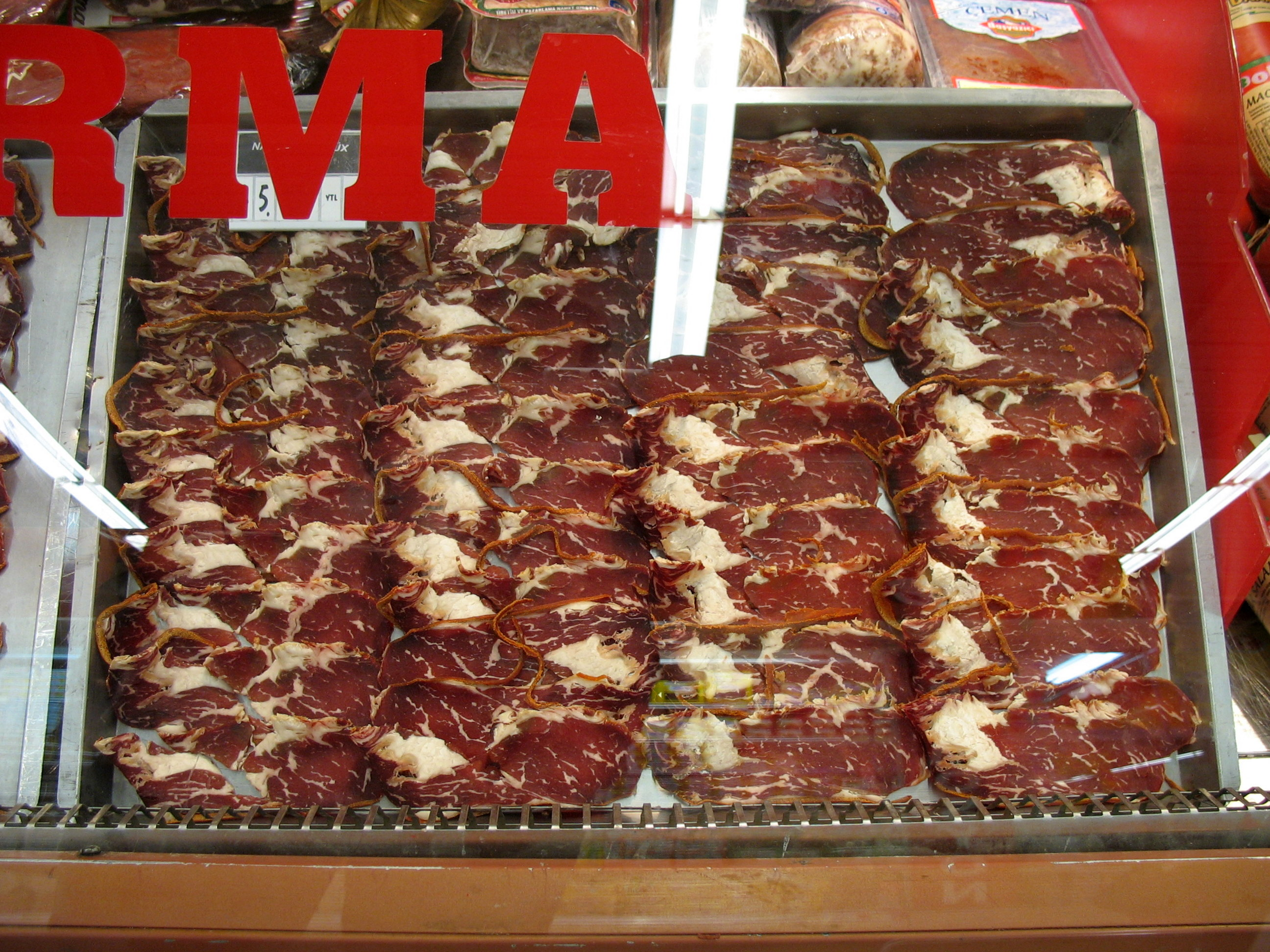
Pastırma in Turchia

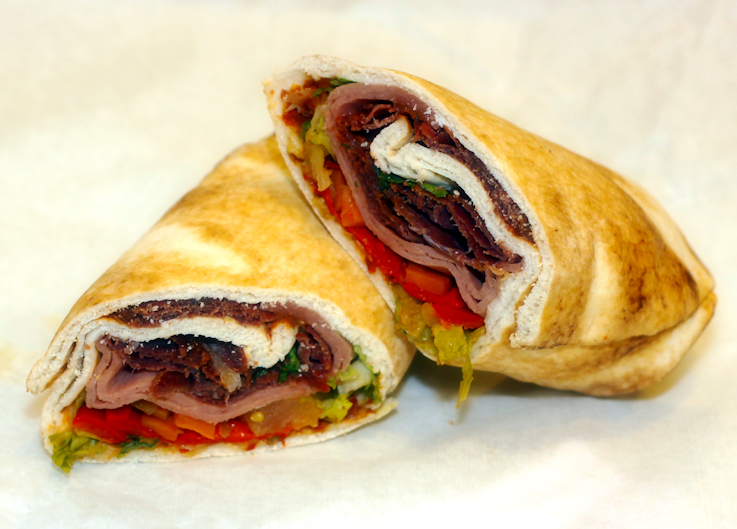
Una pita ripiena di Pastırma

Il Pastırma (turco) , noto anche come pastirma, pastourma, bastirma o basturma è un manzo stagionato essiccato all'aria, parte della tradizione culinaria dei paesi dell'ex Impero ottomano.